# قائمة مقاطعات كرواتيا
مقاطعات كرواتيا (بالكرواتية: županije)، هي التقسيمات الإدارية الأوليّة في جمهورية كرواتيا. منذ عام 1992، تُقسم كرواتيا إلى 20 مقاطعة، وأكبر المدن هي العاصمة زغرب التي تُعد مقاطعة ومدينة في نفس الوقت، فهي لها حكم محلي منفصل عن مقاطعة زغرب المحيطة بها. وتنقسم المقاطعات إلى 127 مدن و429 بلدية معظمهم في المناطق الريفية. كل مقاطعة لديها مجلس محلي (بالكرواتية: skupština) به أعضاء منتخبين بالاقتراع الشعبي من خلال القوائم المغلقة في الانتخابات المحلية، ويرأس الفرع التنفيذي للحكومة كل مقاطعة من قبل حاكم المقاطعة (بالكرواتية: župan)، باستثناء رئيس بلدية زغرب يرأس السلطة التنفيذية في مدينة زغرب. وتُمول الحكومة المركزية هذه المقاطعات، وكذلك الشركات المملوكة للمقاطعة والضرائب والرسوم التي تفرضها المقاطعة. وتشمل الضرائب الخاصة بالمقاطعات على الميراث والضرائب على الهدايا بنسبة 5%، كذلك تفرض ضرائب على محركات السيارات والسفن وضرائب على آلة لعبة الورق. وتُكلف المقاطعات بمن يؤدون خدمات الإدارة الحكومية العامة والتعليم الأساسي والثانوي والخدمات التي تمولها الحكومة كخدمات الرعاية الصحية والرعاية الاجتماعية والإدارة المتعلقة بالزراعة والغابات والصيد وصيد الأسماك والتعدين والصناعة والبناء، وكذلك إدارة البنية التحتية للنقل البري وغيرها من الخدمات الاقتصادية على مستوى المقاطعة. ويمكن أيضاً أداء الحكومات الحكومة المركزية والمحلية (المدينة والبلدية) في كل من هذه المهام في مستوى كل منها. وأنشئت جمعية المقاطعة الكرواتية عام 2003 كإطار للتعاون بين المقاطعات الكرواتية.
تسمى الوحدات الإدارية في كرواتيا بحسب نظام تسمية الوحدات الإقليمية لغرض الإحصاء في مستويات عدة. المستوى الأول يضع البلد بأكمله في وحدة واحدة، في حين أن كرواتيا مكونة من ثلاث مناطق تمثل المستوى الثاني، وهي منطقة شمال غرب كرواتيا والمنطقة الوسطى والشرقية الكرواتية (بانونيا) والجزء الكرواتي بالبحر الأدرياتيكي التي تشمل جميع المقاطعات على طول ساحل البحر الأدرياتيكي. منطقة شمال غرب كرواتيا تضم مدينة زغرب ومقاطعات زغرب وكرابينا زاغوريه وفرازدين وكوبريفنيكا-كريزفتسي وماجيموريه، أما المنطقة الوسطى والشرقية الكرواتية (بانونيا) فتضم ما تبقى من مناطق وهي مقاطعات بيلوفار-بيلوغورا وفيروفيتيكا-بودرافينا وبوزيغا-سلافونيا وبرود-بوسافينا وأوسييك-بارانيا وفوكوفار-سيرميا وكارلوفاتش وسيساك-موسلافينا. المقاطعات الفردية ومدينة زغرب تمثل المستوى الثالث في كرواتيا.
قُسمت كرواتيا لأول مرة إلى مقاطعات في العصور الوسطى. تغيرت هذه التقسيمات مع مرور الوقت لعدة أسباب، منها الخسائر الإقليمية منذ الفتح العثماني لكرواتيا، واستيلاء كرواتيا لاحقاً على بعض الأراضي. التغيرات في الوضع السياسي في مناطق دالماسيا ودوبروفنيك وإستريا. والظروف السياسية على كامل البلاد مثل الوحدة بين كرواتيا والمجر. ألغي التقسيم التقليدي للمقاطعات الكرواتيّة عام 1922، عندما عُرضت أقاليم من مملكة الصرب والكروات والسلوفينيين؛ والتي استبدلت لاحقاً بالتقسيمات اليوغوسلافية. حكم الشيوعيون كرواتيا باعتبارها جزءاً من يوغوسلافيا بعد الحرب العالمية الثانية وقسموا كرواتيا إلى حوالي 100 بلدية. وقد اُعيدت المقاطعات عام 1992، ولكن مع بعض التعديلات الإقليمية الهامة من التقسيمات الفرعية التي تنتمي إلى ما قبل عام 1922. على سبيل المثال، قبل 1922 تم تقسيم كرواتيا إلى ثماني مقاطعات، ولكن اُصدر قانون جديد يحددها بأربعة عشر مقاطعة. تأسست مقاطعة ماجيموريه في المنطقة المكتسبة من خلال معاهدة تريانون عام 1920. وحدود المقاطعة تغيرت منذ تعديلات عام 1992 (لأسباب مثل الروابط التاريخية وطلبات ضم المدن)؛ فكان آخر تعديل للحدود عام 2006.

## المقاطعات

المواقع الجغرافية للمقاطعات بالنسبة لكرواتيا وأعلامها أسمائها باللغة الكرواتية.

| مقاطعة                | القاعدة الإدارية | المساحة (كم²) | السكان (2011) | الشعار | الإحداثيات                                    |
| --------------------- | ---------------- | ------------- | ------------- | ------ | --------------------------------------------- |
| بيلوفار-بيلوغورا      | بيلوفار          | 2,652         | 119,743       |        | 45°54′10″N 16°50′51″E / 45.90278°N 16.84750°E |
| برود-بوسافينا         | سلافونسكي برود   | 2,043         | 158,559       |        | 45°09′27″N 18°01′13″E / 45.15750°N 18.02028°E |
| دوبروفنيك-نيريتفا     | دوبروفنيك        | 1,783         | 122,783       |        | 42°39′13″N 18°05′41″E / 42.65361°N 18.09472°E |
| إستريا                | بازين            | 2,820         | 208,440       |        | 45°14′21″N 13°56′19″E / 45.23917°N 13.93861°E |
| كارلوفاتش             | كارلوفاتش        | 3,622         | 128,749       |        | 45°29′35″N 15°33′21″E / 45.49306°N 15.55583°E |
| كوبريفنيكا-كريزفتسي   | كوبريفنيكا       | 1,746         | 115,582       |        | 46°10′12″N 16°54′33″E / 46.17000°N 16.90917°E |
| كرابينا-زاغوريه       | كرابينا          | 1,224         | 133,064       |        | 46°7′30″N 15°48′25″E / 46.12500°N 15.80694°E  |
| ليكا سني              | غوسبيتش          | 5,350         | 51,022        |        | 44°42′25″N 15°10′27″E / 44.70694°N 15.17417°E |
| ماجيموريه             | تشاكوفيتش        | 730           | 114,414       |        | 46°27′58″N 16°24′50″E / 46.46611°N 16.41389°E |
| أوسييك-بارانيا        | أوسييك           | 4,152         | 304,899       |        | 45°38′13″N 18°37′5″E / 45.63694°N 18.61806°E  |
| بوزيغا-سلافونيا       | بوزيغا           | 1,845         | 78,031        |        | 45°18′40″N 17°44′24″E / 45.31111°N 17.74000°E |
| بريموريه-غورسكي كوتار | رييكا            | 3,582         | 296,123       |        | 45°27′14″N 14°35′38″E / 45.45389°N 14.59389°E |
| شيبينيك-كنين          | شيبينيك          | 2,939         | 109,320       |        | 43°55′44″N 16°3′43″E / 43.92889°N 16.06194°E  |
| سيساك-موسلافينا       | سيساك            | 4,463         | 172,977       |        | 45°13′15″N 16°15′5″E / 45.22083°N 16.25139°E  |
| سبليت-دالماسيا        | سبليت            | 4,534         | 455,242       |        | 43°10′0″N 16°30′0″E / 43.16667°N 16.50000°E   |
| فرازدين               | فرازدين          | 1,261         | 176,046       |        | 46°19′16″N 16°13′52″E / 46.32111°N 16.23111°E |
| فيروفيتيكا-بودرافينا  | فيروفيتيكا       | 2,068         | 84,586        |        | 45°52′23″N 17°30′18″E / 45.87306°N 17.50500°E |
| فوكوفار-سيرميا        | فوكوفار          | 2,448         | 180,117       |        | 45°13′43″N 18°55′0″E / 45.22861°N 18.91667°E  |
| زادار                 | زادار            | 3,642         | 170,398       |        | 44°1′5″N 15°53′42″E / 44.01806°N 15.89500°E   |
| مقاطعة زغرب           | زغرب             | 3,078         | 317,642       |        | 45°44′56″N 15°34′16″E / 45.74889°N 15.57111°E |
| مدينة زغرب            | زغرب             | 641           | 792,875       |        | 45°49′0″N 15°59′0″E / 45.81667°N 15.98333°E   |

## المقاطعات السابقة

خريطة مقاطعات كرواتيا في القرن العاشر.

أدخلت المقاطعات لأول مرة في كرواتيا خلال حكم أسرة تربيميروفيتش [الإنجليزية]. من الصعب تحديد الحدود الدقيق لهذه المقاطعات؛ وكانت تشمل مناطق تابعة لقاعدة إدارية واحدة بها مركز السلطة المحلية، ولكن كان لممتلكات النبلاء الكبيرة وضعاً قانونياً منفصلاً عن السلطة المحلية. عادةً يتم سرد الإحدى عشرة مقاطعة التالية باعتبارهم أقدم مقاطعات كرواتيا، والتي يعود تاريخها إلى القرن العاشر:
- ليفنو: وتضم نطاق حقل ليفانيسكو [الإنجليزية].
- جيتين: تطل على نهر ستينا، وقاعدتها الإدارية في استولاك.
- إيموتسكي: جنوب مقاطعة ليفنو وجبل بيوكوفو.
- بليفا: حول نهر بليفا [الإنجليزية] ونهر فرباس [الإنجليزية].
- بست أو بسنتا: بين نهر أونا ونهر سنا.
- بريموريه: على طول ساحل البحر الأدرياتيكي بين شيبينيك وأوميش، وقاعدتها الإدارية في كليس.
- بريبير: تقع غرب مقاطعة بريموريه.
- نونا: حول نين وزادار.
- كنين: قاعدتها الإدارية في حصن كنين [الإنجليزية].
- سيدراجا: تقع بين مقاطعتي بريبير وزادار.
- نينا أو لوقا: تقع بين مقاطعات كنين ونونا وسيدراجا وبريبير.

ويلاحظ أن كل هذه المقاطعات في جنوب كرواتيا وبعضها في البوسنة والهرسك اليوم، لذلك في القرن العاشر وثقت بانونيا الكرواتية بشكل ضعيف جداً، ويعتقد نتيجة لذلك أن مقاطعات بانوينيا شمال البلاد كانت تخضع للسيطرة المباشرة من الأسرة الحاكمة الكرواتية وليس لسيطرة النبلاء والحكم المحلي.
عدد المقاطعات والتفاوت الكبير في السلطة عليها بين منطقة وأخرى يعكس التغيرات والتأثيرات النسبية من أسرة مونرشل النبيلة والفتح العثماني لعدد من الأراضي التي كانت خاضعة لكرواتيا، كل ذلك أثر على الأحداث السياسية والاجتماعية وأدى لمتغيرات في حدود المقاطعات الخاضعة لكرواتيا عبر عدة قرون. في القرنين الثالث عشر والرابع عشر، نمت طبقة النبلاء الكرواتية بقوة، وقل عدد المقاطعات التي حددت بقانون ملكي تشريعي، في حين تركزت القوة العسكرية والمالية في الإقطاعيين. وظهرت أشكال أخرى من الإدارة التي تتداخل مع إدارة المقاطعات في هذه الفترة تتمثل في الكنيسة الرومانية الكاثوليكية والمدن الملكية الحرة، وبشكل منفصل مدن دالماسيا. بعد أن أصبحت أرض كرواتيا تتبع تاج هابسبورغ عام 1527، تلاشت أهمية المقاطعات تدريجياً، ولكن تم أُعيدت بعد 1760.
في القرن التاسع عشر، وخلال ثورات عام 1848 في مناطق حكم هابسبورغ، حدثت العديد من التغيرات السياسية وضمت الحكومة المدنية للمملكة الكرواتية السلوفينية إلى الإمبراطورية النمساوية المجرية. كان التنظيم الرئيسي الكبير والاخير لكل المقاطعات عام 1886، فقد أنشئت 8 مقاطعات داخل المملكة، وظلت موجودة حتى ألغيت عام 1922. وفي خلال تلك الفترة حدثت بعض التعديلات الطفيفة لضبط حدود المقاطعات عام 1913. وهذه المقاطعات أنشئت لتكون بمثابة وحدات حكومية ذاتية للحكم المحلي على النقيض من المقاطعات السابقة في العصور الوسطى. كان بكل مجلس محلي أغنى المواطنين من دافعي الضرائب؛ وكانوا يمثلون نصف عدد أعضاء المجلس، في حين يمثل النصف الآخر أعضاء منتخبين محلياً.

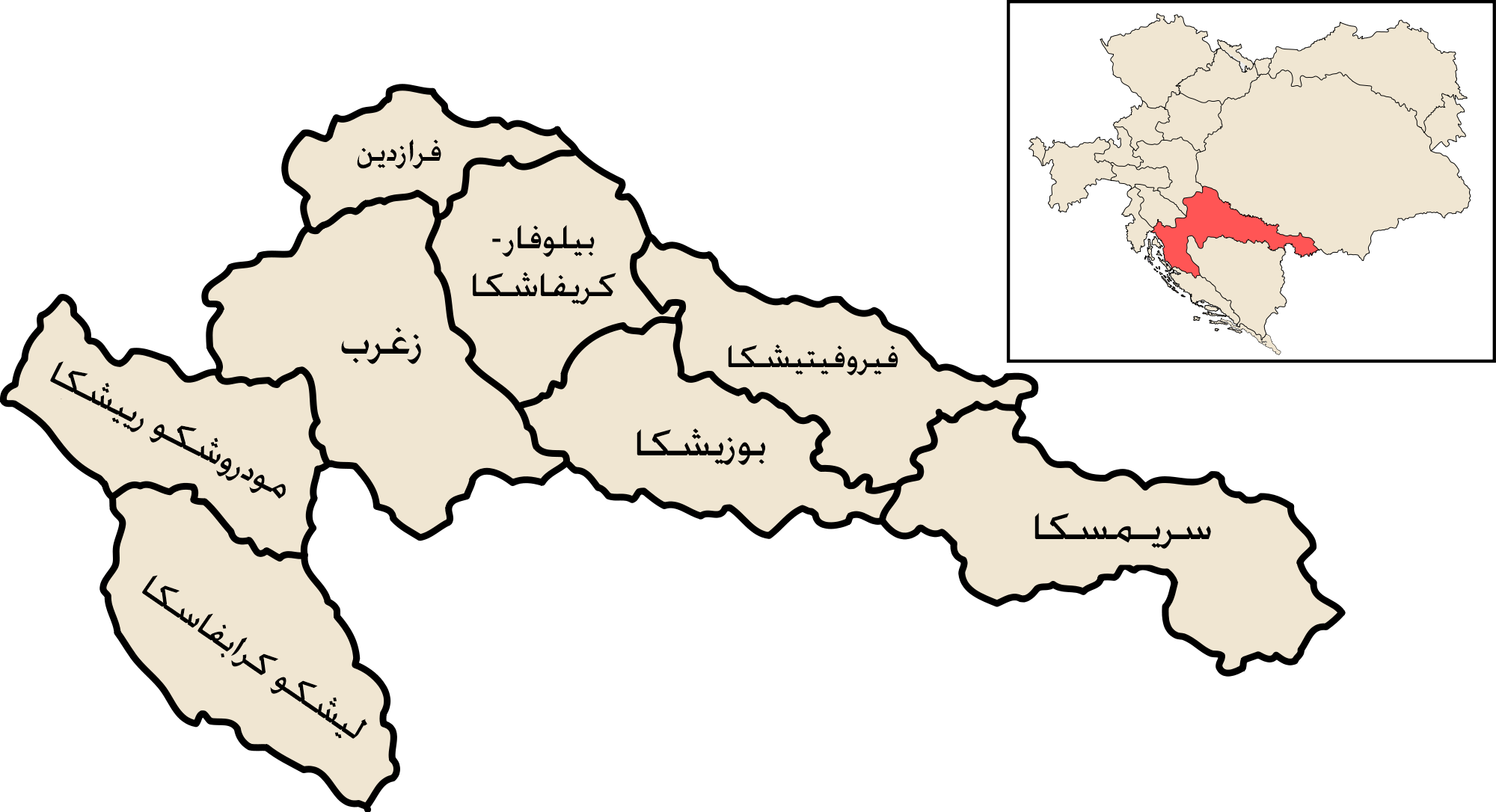
مقاطعات المملكة الكرواتية السلافونية وموقع المملكة بالنسبة للإمبراطورية النمساوية المجرية بالبرتقالي الغامق.

| المقاطعة         | القاعدة الإدارية | المساحة (كم²) (1886–1912) | السكان (1910) | الشعار                                   | الإحداثيات                                    |
| ---------------- | ---------------- | ------------------------- | ------------- | ---------------------------------------- | --------------------------------------------- |
| بيلوفار-كريفاشكا | بيلوفار          | 5048                      | 331,385       | Coat of arms of Bjelovar-Križevci County | 45°55′14″N 16°45′54″E / 45.92056°N 16.76500°E |
| ليشكو كرابفاسكا  | غوسبيتش          | 6217                      | 203,973       | Coat of arms of Lika-Krbava County       | 44°42′28″N 15°21′12″E / 44.70778°N 15.35333°E |
| مودروشكو رييشكا  | أوغولين          | 4874                      | 231,354       |                                          | 45°19′30″N 14°58′28″E / 45.32500°N 14.97444°E |
| بوزيشكا          | بوزغا            | 4938                      | 263,690       | Coat of arms of Požega County            | 45°22′45″N 17°31′4″E / 45.37917°N 17.51778°E  |
| سريمسكا          | فوكوفار          | 6848                      | 410,007       | Coat of arms of Syrmia County            | 45°4′53″N 19°15′33″E / 45.08139°N 19.25917°E  |
| فرازدين          | فارازدين         | 2521                      | 305,558       | Pre-1922 coat of arms of Varaždin County | 46°15′7″N 16°11′38″E / 46.25194°N 16.19389°E  |
| فيروفيتيشكا      | أوسييك           | 4852                      | 269,199       | Coat of arms of Virovitica County        | 45°38′27″N 17°51′30″E / 45.64083°N 17.85833°E |
| زغرب             | زغرب             | 7215                      | 587,378       | Pre-1922 coat of arms of Zagreb County   | 45°38′27″N 16°11′57″E / 45.64083°N 16.19917°E |